# Tambourmajor

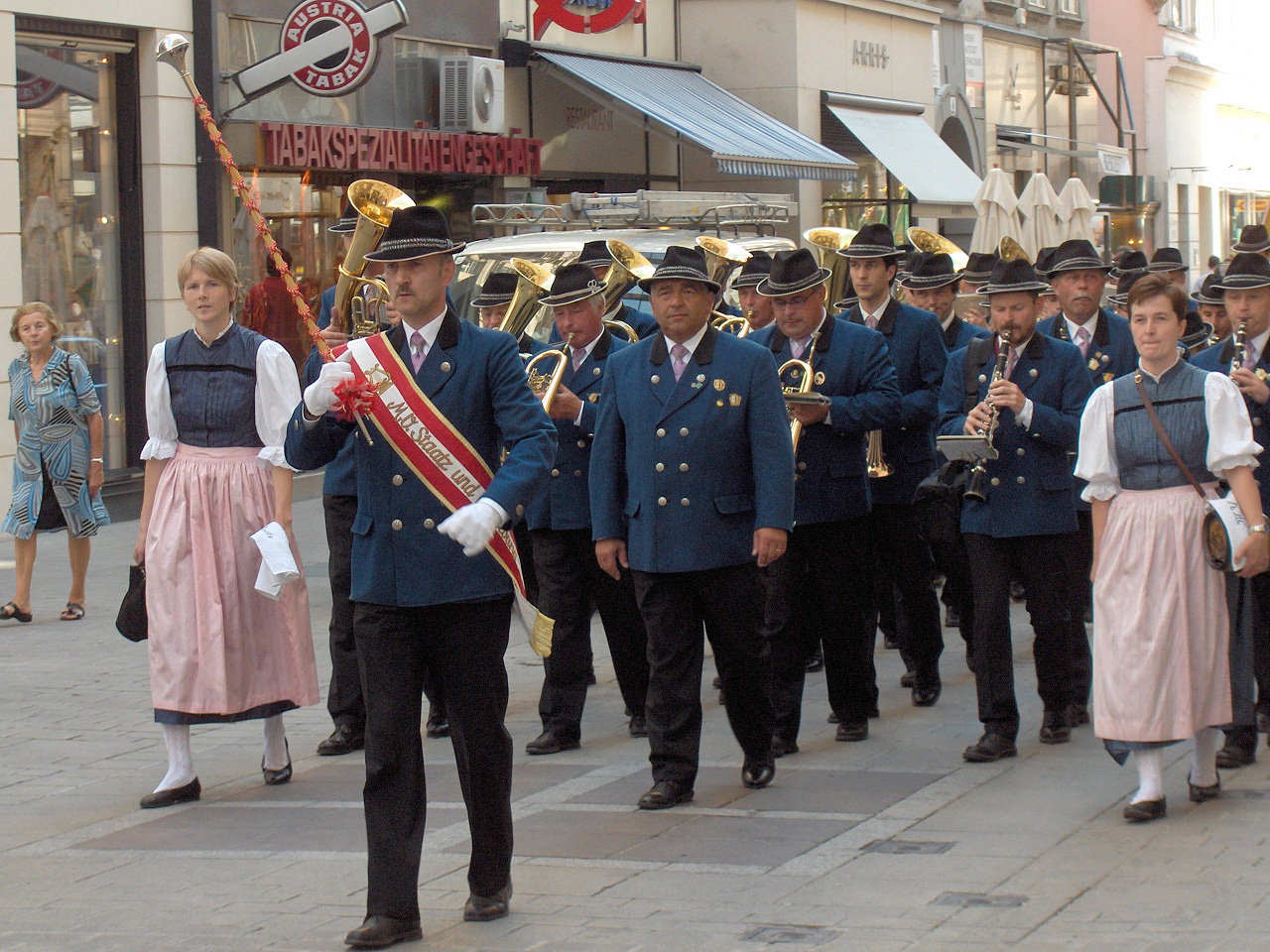
Tambourmajor als Stabführer einer Musikkapelle in Wien (2006)

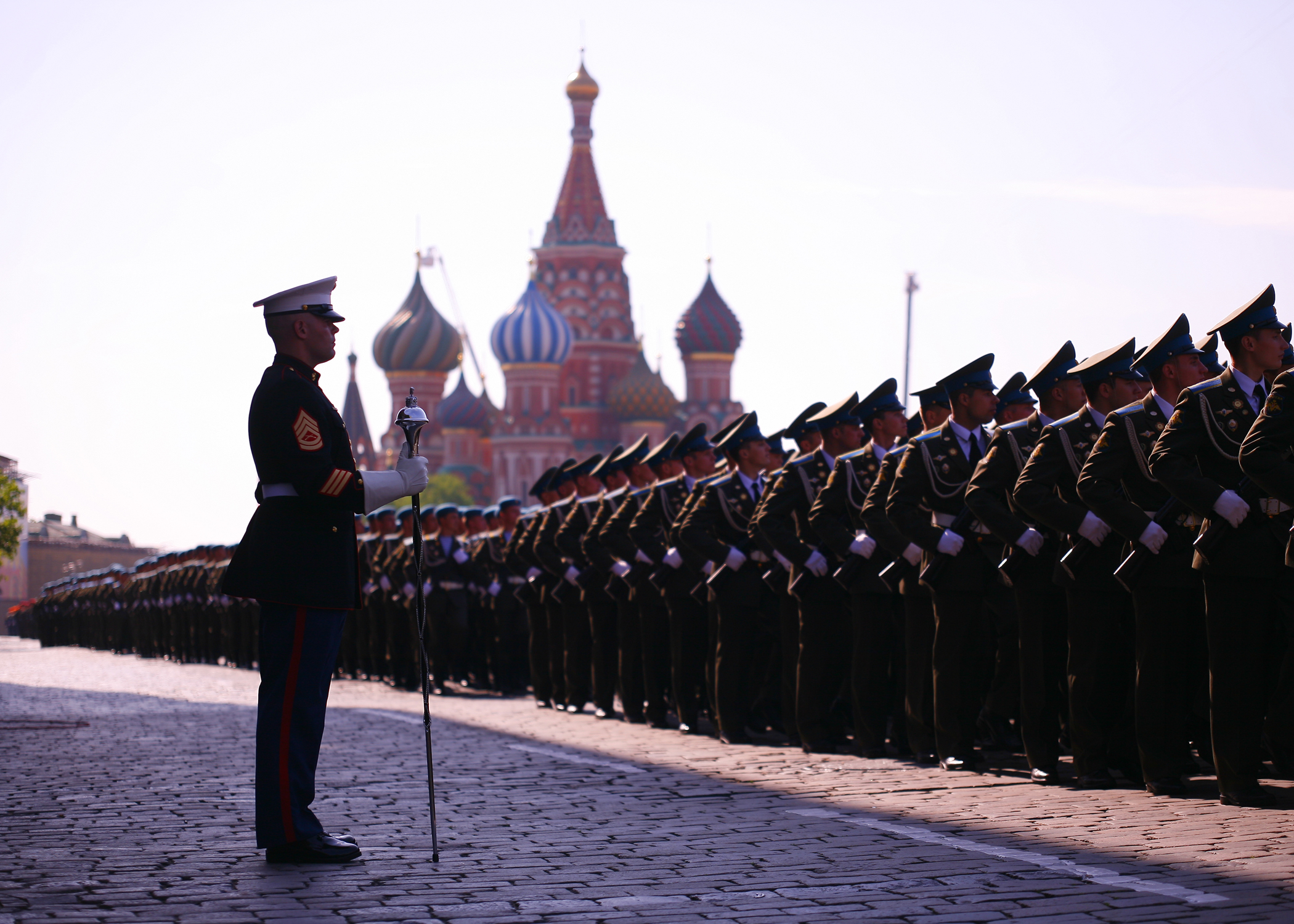
Gunnery Sergeant Benjamin Becker als Drum Major der US-Navy-Band auf dem Roten Platz (2010)

Ein Tambourmajor (französisch tambour-major, englisch drum major), auch Korpsführer oder Stabführer genannt, führt in einem Spielmannszug die Musiker (das „Tambourkorps“) beim Marschieren an. Er schreitet bei Umzügen mit gemäßigtem Schritt voran erteilt seine Kommandos, indem er mit einem, meist etwa 1,20 m  langen, geschmückten Tambourstab – auch kurz Stab oder Küs genannt – weit ausholende Bewegungen vollführt. Auch bei Marching Bands, Karnevals- oder Schützenumzügen und Pipe Bands werden die Trommler (Tambouren) und gegebenenfalls weitere Musiker einer Kapelle von einem Tambourmajor angeleitet. Der Begriff stammt ursprünglich aus dem Bereich der Militärmusik.

## Wortherkunft und Geschichte

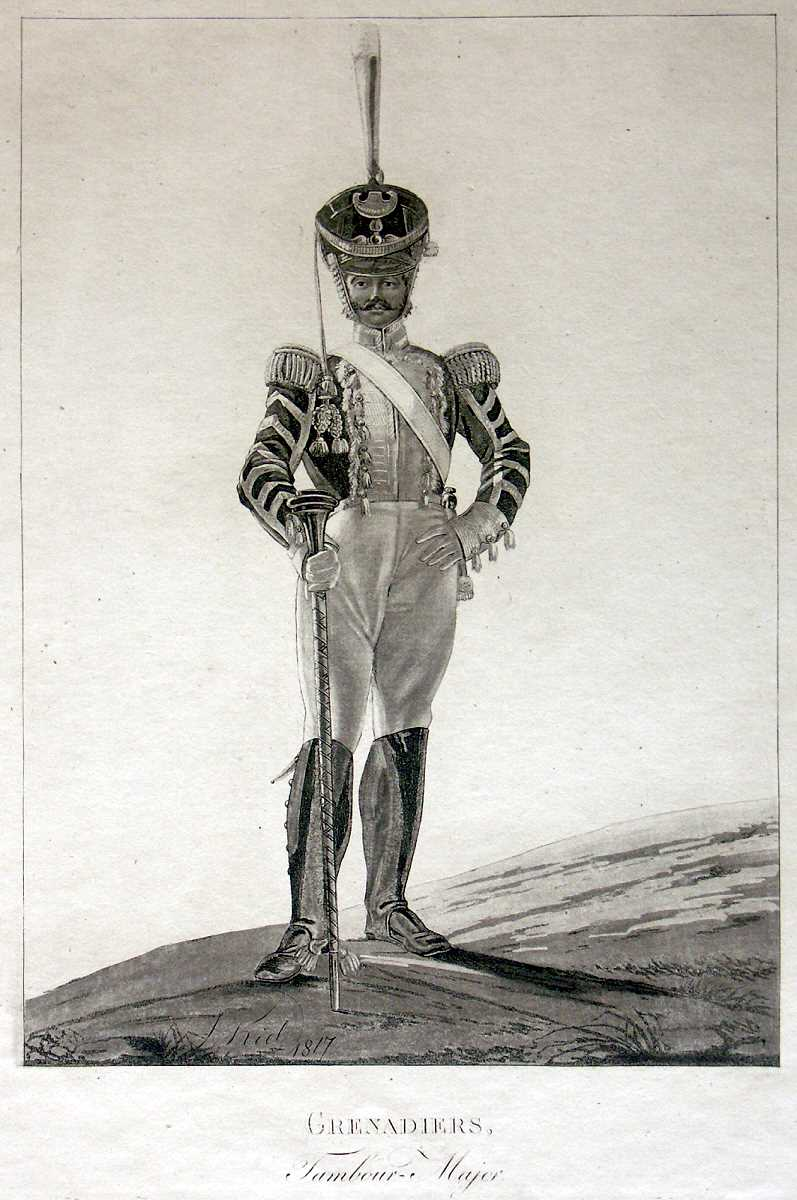
Tambourmajor der kaiserlich-russischen Grenadiere im 19. Jahrhundert

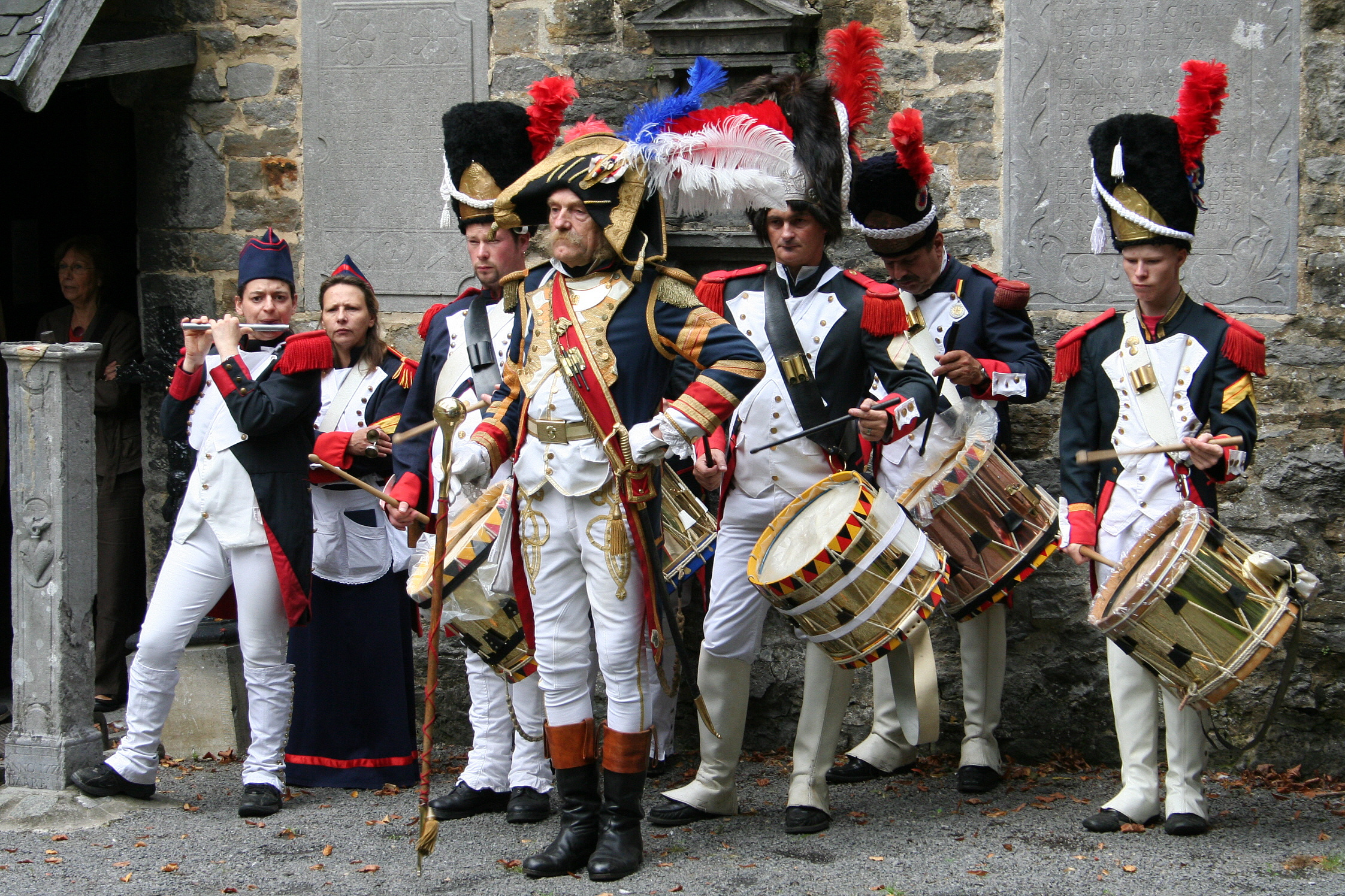
Reenactment eines Tambour-major der französischen Garde Impériale

Der Begriff setzt sich zusammen aus französisch tambour („Trommel“ oder „Trommler“) und Major (von lateinisch „groß“, „bedeutend“, „alt“). Dem Wortsinn nach ist der Tambourmajor also der Rangälteste der Trommler. Als diese insbesondere noch dafür verantwortlich waren, Kommandos durch Trommelsignale an die Truppen auf dem Schlachtfeld zu senden, hatte er die bedeutende Funktion, diese anzuleiten. Anfangs tat er dies, auf Befehl eines Fähnrichs mit seiner Fahne, noch als Vorspieler auf einer eigenen Trommel, später wurde dies durch die erwähnten optischen Signale mittels seines Tambourstabs ersetzt.
Mit der Zeit wurden ihm als militärischem Führer alle Spielleute, neben den Trommlern also auch die Pfeifer, unterstellt. Nicht dazu gehörten die übrigen Militärmusiker wie die (ebenfalls fußläufigen) Hoboisten oder die Pauken und Fanfare der Kavallerie. Allerdings bildeten sich auch dort ähnliche Funktionen heraus.

## Aufgaben
Tambourmajor bezeichnet keinen bestimmten Rang oder Dienstgrad, sondern ein Amt bzw. eine Funktion. In modernen Armeen führt der Tambourmajor einen Rang aus der Dienstgradgruppe der Unteroffiziere.
Der Tambourmajor ist für die interne Organisation der Kapelle, den Ablauf der Parade und das Anleiten des Marsches zuständig, teilweise gibt er auch den Takt an. Dazu kann er durch verschiedene Bewegungen des Stabes (Avisi) und mündliche Befehle den Musikern bekannt geben, was sie zu tun haben. Dabei gilt, dass, wenn das spitze Ende des Stabes nach oben ragt, das nächste Aviso für Bewegungen gilt (z. B. das Halten und Abmarschieren während des klingenden Spiels); ist das runde Ende mit einer „Kugel“ oben, gilt das Aviso für Musik (Einschlagen zum Marsch, Abreißen desselben). Durch das Hochhalten des Stabes sind die Befehle gut für alle Musiker sichtbar, werden aber dennoch oftmals durch festgelegte Schläge der Großen Trommel quittiert und so allen signalisiert. Mündliche Befehle sind zum Beispiel „Im Schritt Marsch!“ oder „Rechts schaut!“ sowie die Angabe vom Tempo des Feldschritts.
In modernen Marschkapellen, die zumeist sowohl Trommler und Pfeifer als auch Blasmusiker vereinen, führt der Tambourmajor diese oftmals gemeinsam an. Häufig gibt es dann aber auch noch einen zusätzlichen Kapellmeister, der als Dirigent agiert. In der Marschformation steht er meist direkt hinter dem Tambourmajor und ist an dem mitgeführten, kurzen Taktstock zu erkennen.

## Uniform

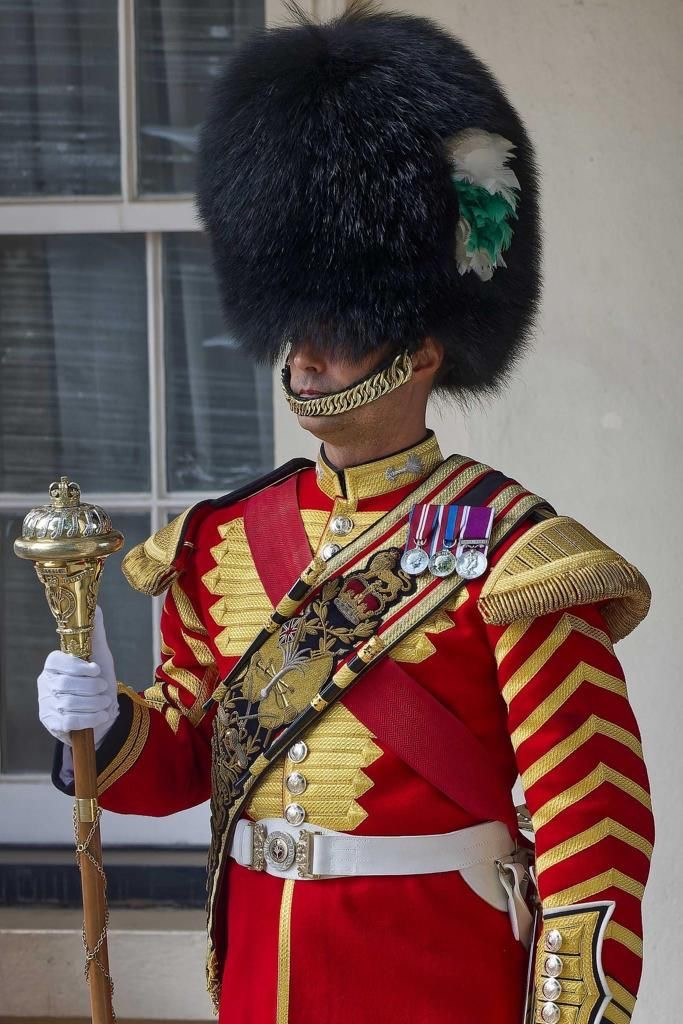
Drum Major der Welsh Guards

Der Tambourmajor ist oft besonders auffällig und repräsentativ gekleidet, ursprünglich, um ihn für die Soldaten gut erkennbar zu machen. In vielen Ländern trägt er zudem oft eine Schärpe über die Schulter oder um die Hüfte, ursprünglich um in einer Schlaufe seine eigenen Schlägel zu verstauen. In südlichen Regionen Deutschlands sowie in Österreich und Südtirol ist der Stabführer häufig von Marketenderinnen umgeben. In Spielmanns- und Fanfarenzügen der ehemaligen DDR orientieren sich sowohl das Erscheinungsbild als auch die Befehle und Ausführungen mehr an militärischen Standards und sind entsprechend geregelt.
In Pipe Bands und einigen High School Marching Bands findet man häufig den schottischen Stil vor, der in zwei Kategorien eingeteilt werden kann. Drum Majors im so genannten schottischen Daydress tragen in der Regel die Uniform der Band, bestehend aus Glengarry (Schiffchen), Hemd, Krawatte, Weste, Jacket, Kilt, hohen Kniestrümpfen mit Flashes (Sockenhalter), einen einfachen Sporran und Ghillie Brogues. Drum Majors mit so genanntem Full Dress (wie in schottischen Regimentern üblich) tragen Kilt, Gamaschen, einen Sporran mit langen Pferdehaaren, Schärpe, Doublet und Feather Bonnet.

## Der Tambourmajor in der Literatur
Der Tambourmajor spielt eine Schlüsselrolle im Drama Woyzeck von Georg Büchner. Dort ist er der Nebenbuhler des Protagonisten Woyzeck und hat eine Affäre mit dessen Freundin Marie, was später zu einem tragischen Mord führt. Der Tambourmajor wird im Werk als eine stolze, kräftige Erscheinung beschrieben.
Die titelgebende Figur im Prosawerk Ideen. Das Buch Le Grand von Büchners Zeitgenosse Heinrich Heine ist ein französischer Tambourmajor. Auf diese greift er später auch in dem Gedicht Der Tambourmajor zurück.
In Lulu von Strauß und Torneys Ballade Tambour Leroi heuert der totgeglaubte französische Dauphin im Ersten Koalitionskrieg als Trommler in der österreichischen Armee an.

## Bildergalerie

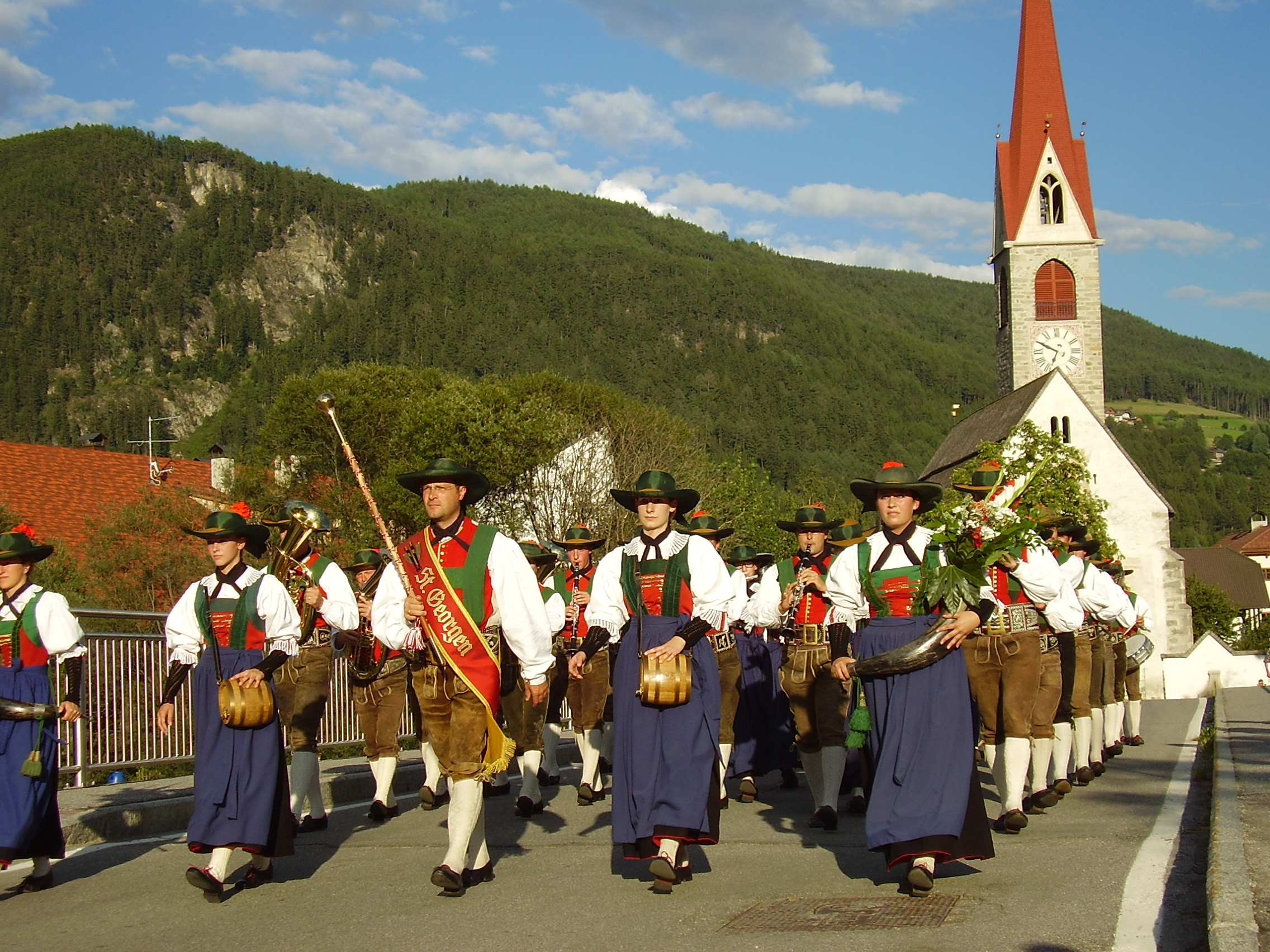
Südtiroler Musikkapelle, in der vordersten Reihe der Stabführer, flankiert von Marketenderinnen
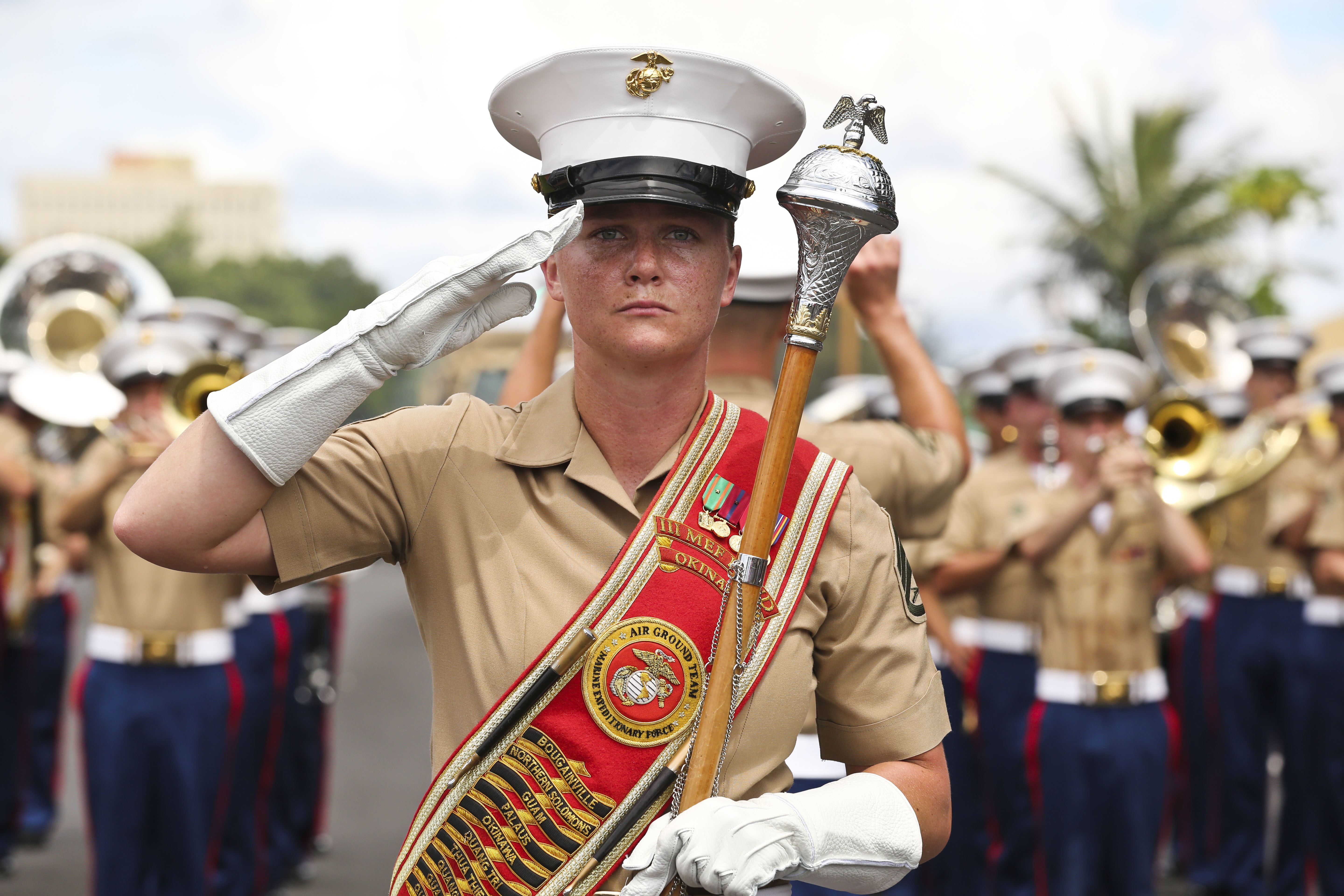
Eine weibliche Drum Major der US Marines
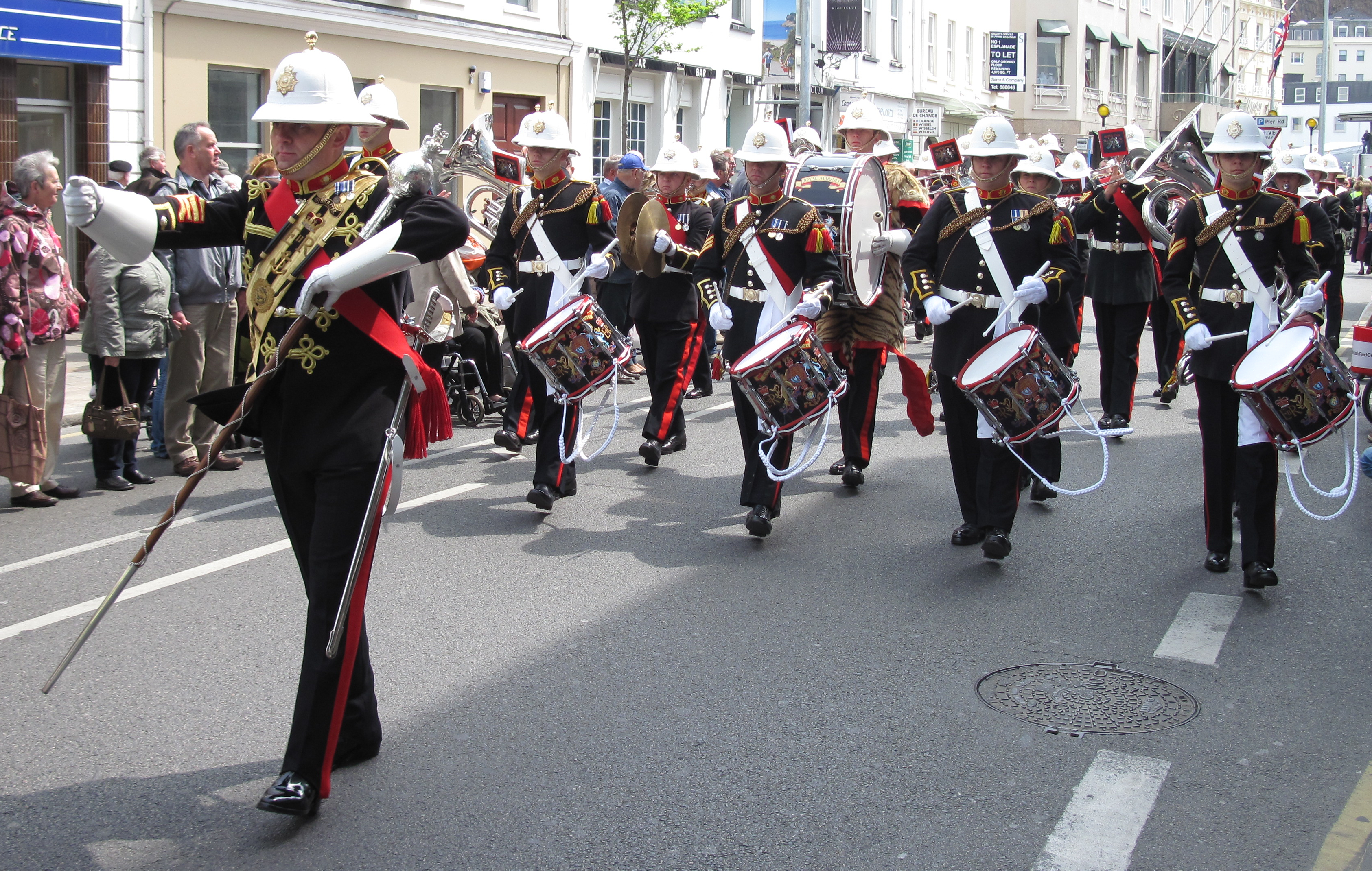
Drum Major der Royal Marines
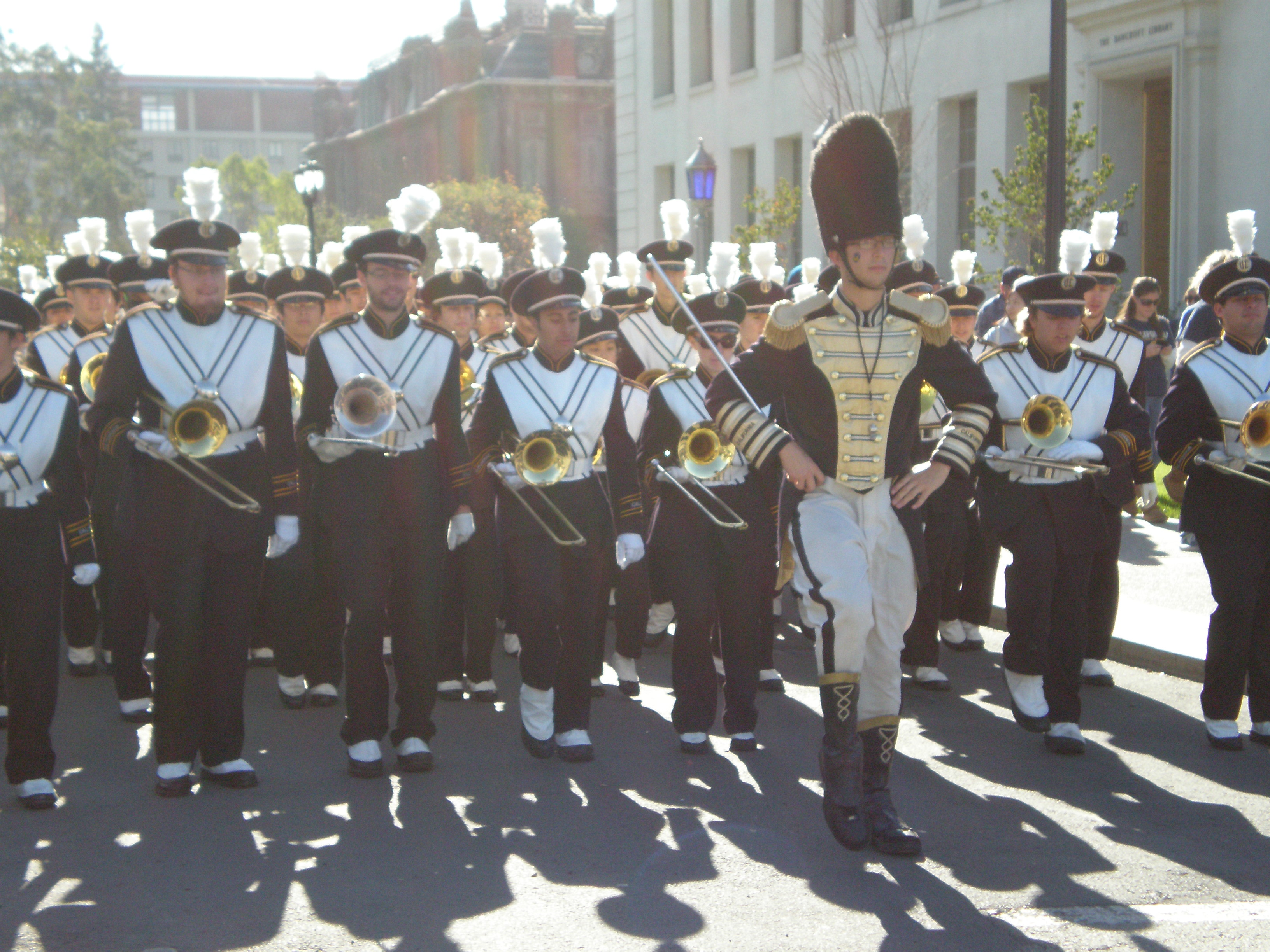
An US-amerikanischen High Schools und Colleges (in diesem Fall die Cal Band) sind Marching Bands mit Drum Majors häufig anzutreffen
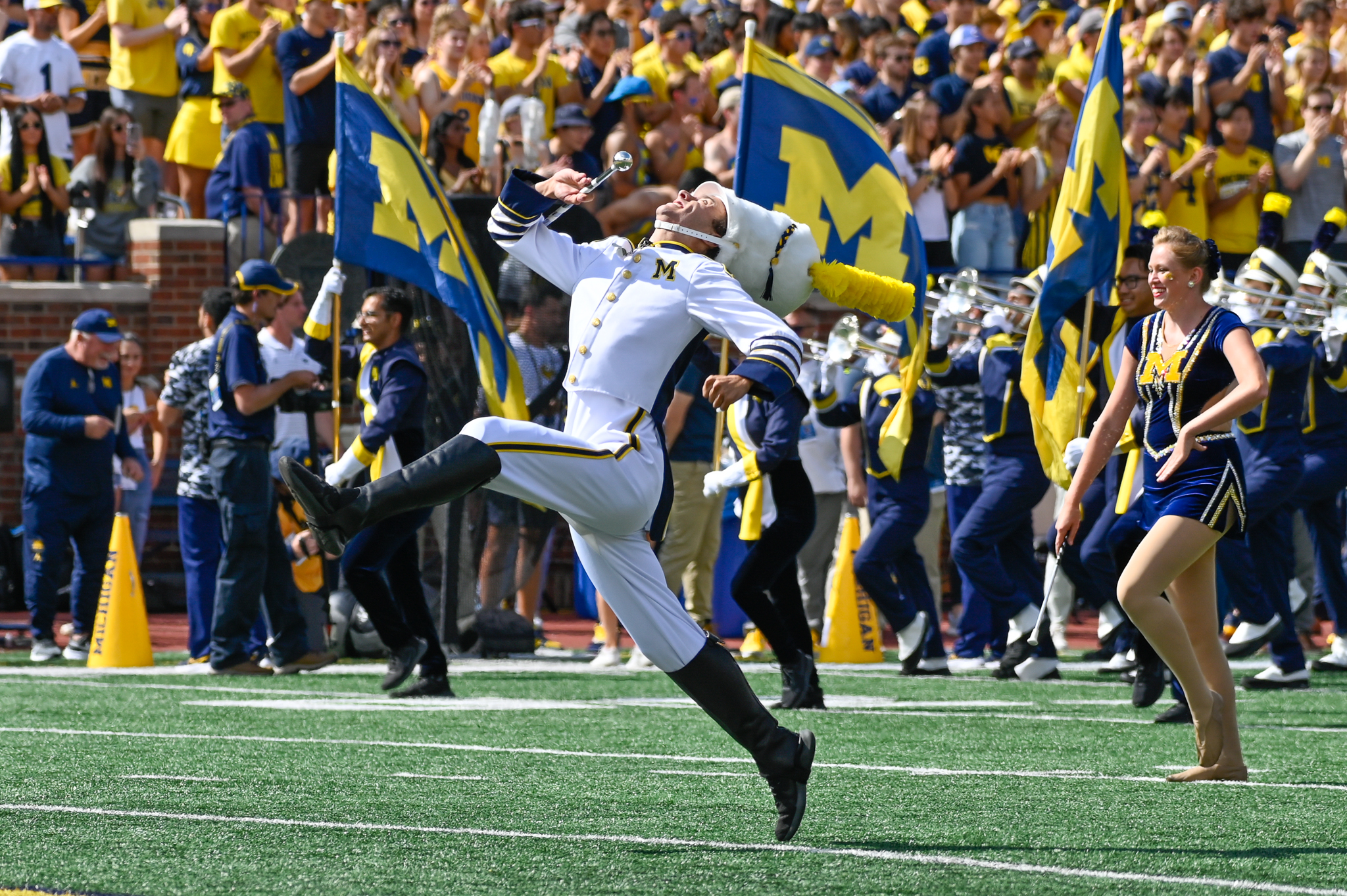
In manchen Colleges führen die Drum Majors regelrechte Showeinlagen vor
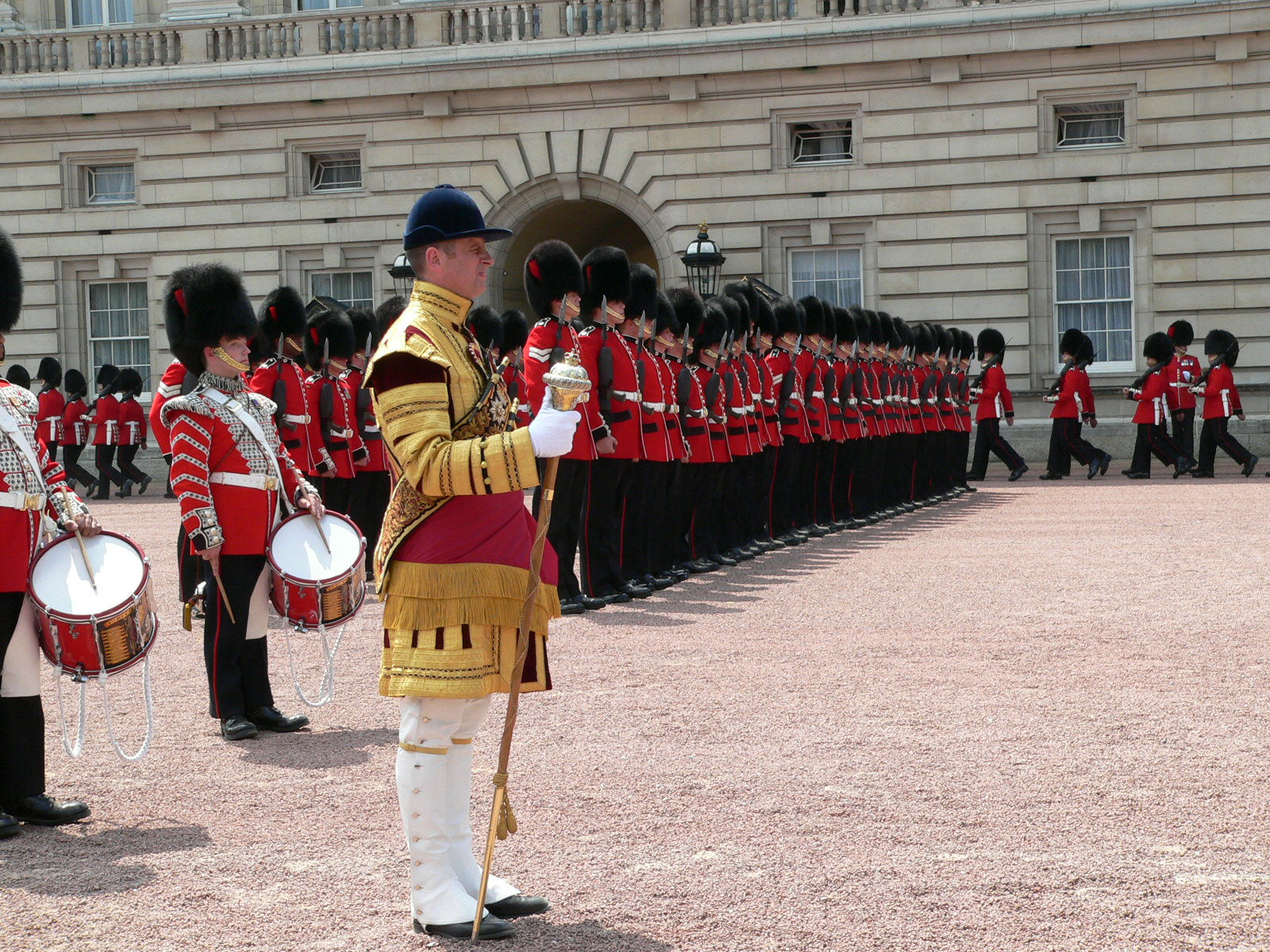
Ein Drum Major der Coldstream Guards beim Trooping the Colour
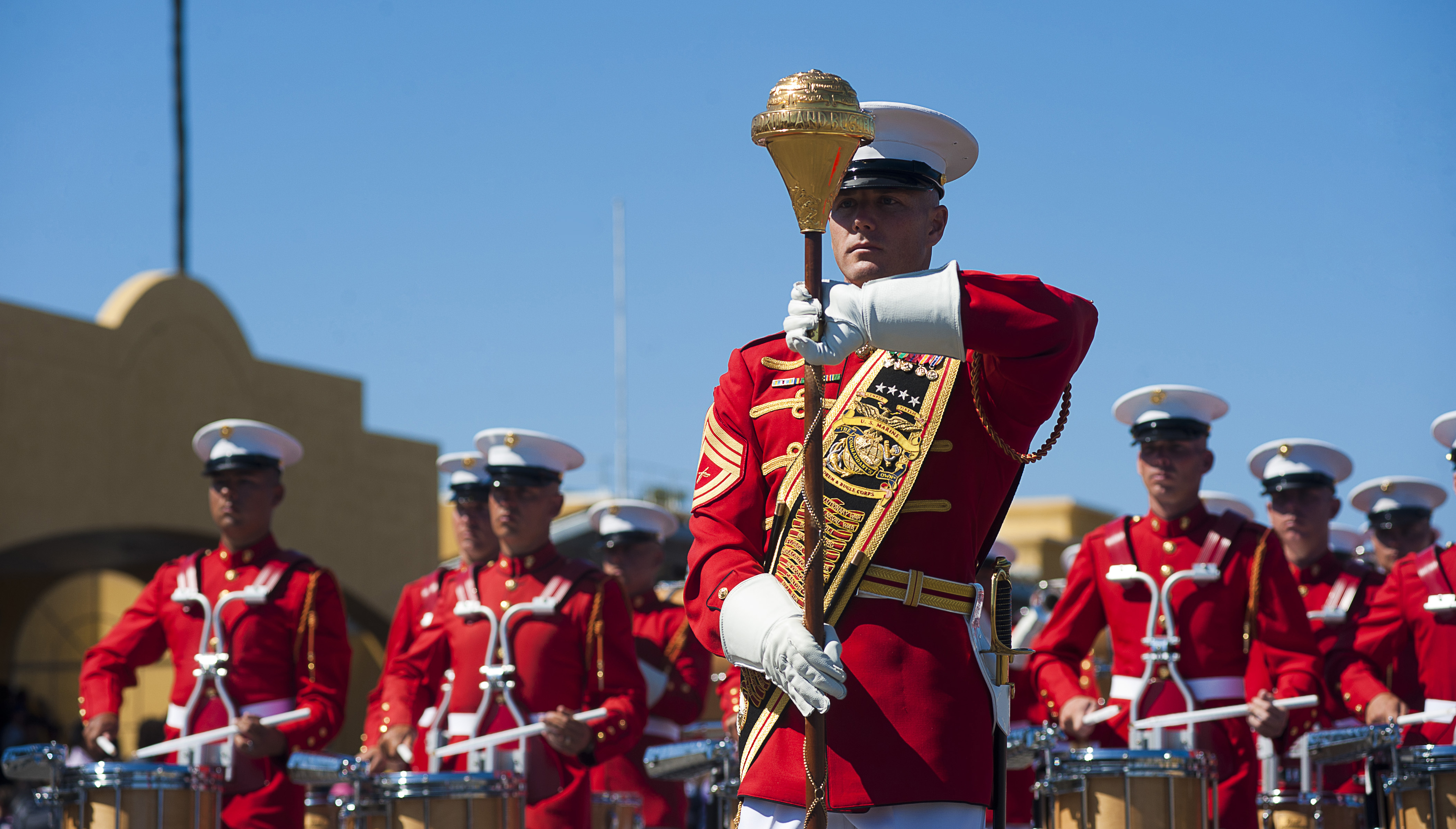
Drum Major des United States Marine Drum and Bugle Corps
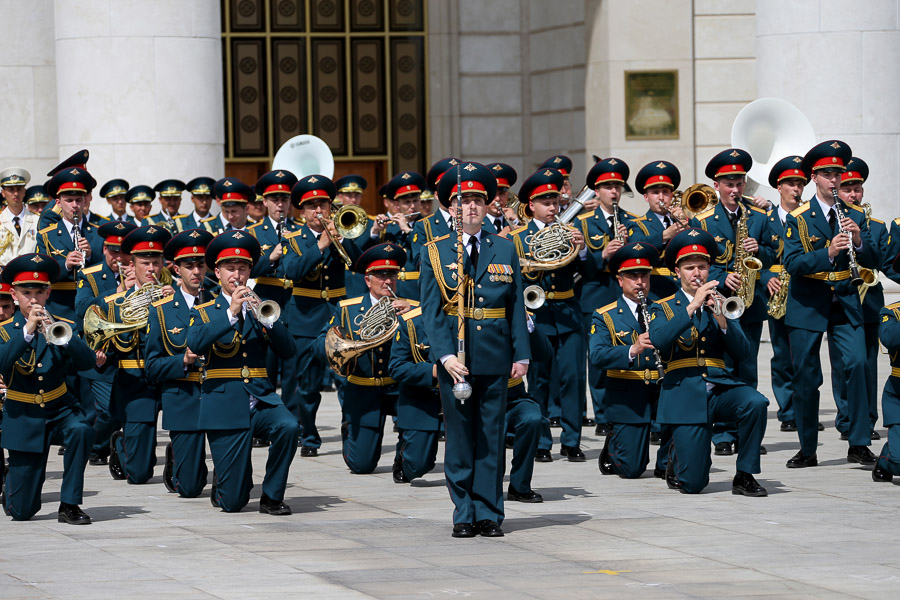
Militärkapelle in Russland
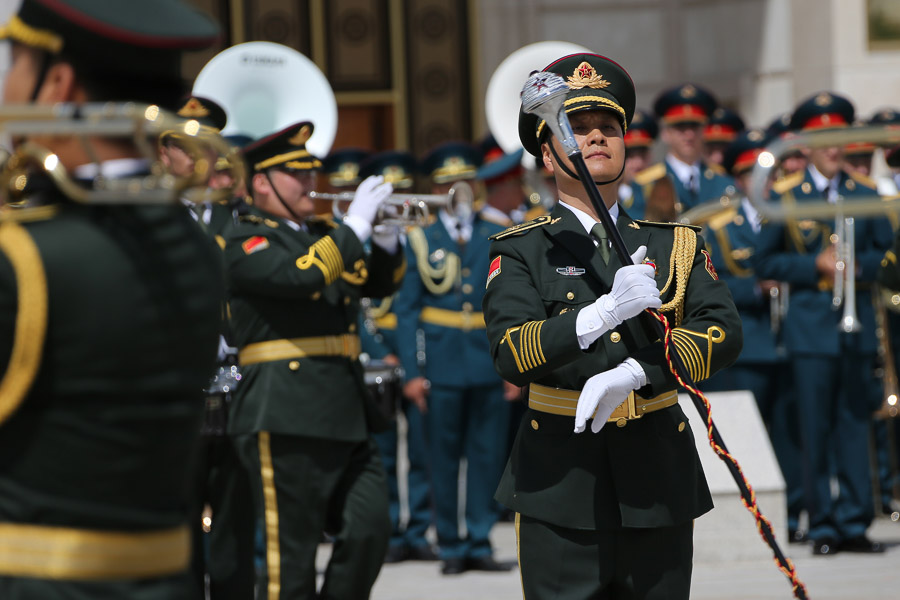
Militärkapelle in China